# ボカピープル
ザ・ボカピープル（The Voca People）とは、ア・カペラとヒューマンビートボックスを合体させたイスラエル発祥のボーカルパフォーマンス・グループである。

## 概要
唇以外は衣装も身体も真っ白な出で立ちの彼らは、ボカ星という惑星から音楽を動力源とする宇宙船で地球にやって来たという設定で、2009年以来イスラエル、スペイン、イタリア、フランス、イギリス、ドイツ、ポルトガル、アメリカ、カナダをはじめとする18カ国で公演を行っている。彼らのモットーは「Life is music and music is life.」である。
ボカピープルのコンセプトは、Lior KalfoとShai Fishmanという2人のクリエイターにより考案された。2009年に初めてYouTubeに動画がアップされるやアクセスが殺到し、最初の4ヶ月で600万回再生されるという記録を残した。
ボカピープルのパフォーマンスの特徴は、一切楽器を使用せず人間の声のみであらゆる音と音楽を再現し、約90分の中に70曲ものナンバーを繰り出すことと、観客を巻き込んでのコミカルな演出（客いじり）にある。キャストはしばしば舞台上から客席に降りてきて観客をからかい、観客が舞台に上げられることもある。
2011年6月から2012年9月にかけてはニューヨークのオフ・ブロードウェイにおいてロングラン上演され、ニューヨーク・タイムズ、ニューヨーク・ポスト等現地メディアの絶賛を受けた（当初はウエストサイド・シアター<Westside Theatre>、のちにニュー・ワールド・ステージ<New World Stages>）。
2012年以降は複数のツアーカンパニーによる公演がフランス、ドイツなどで同時に行われているほか、2013年には初の日本公演と、全米ツアーが予定されている。

## 参照
- ニューヨーク・タイムズ（英語）
- ニューヨーク・ポスト（英語）